# Шмартно-при-Литії (община)
Община Шмартно-при-Литії (словен. Občina Šmartno pri Litiji) — одна з общин в центральній Словенії. Адміністративним центром є місто Шмартно-при-Литії. Більша частина робочого населення займається промисловою діяльністю.

## Населення
У 2011 році в общині проживало 5472 осіб, 2743 чоловіків і 2729 жінок. Чисельність економічно активного населення (за місцем проживання) — 2193 осіб. Середня щомісячна чиста заробітна плата одного працівника складає 799,96 євро (в середньому по Словенії — 987,39). Приблизно кожен другий житель у громаді має автомобіль (52 автомобілі на 100 жителів). Середній вік жителів склав 40,7 роки (в середньому по Словенії 41,8).